# او الزيف (أولاد سليمان)
او الزيف هو دُوَّار يقع بجماعة دار أولاد زيدوح، إقليم الفقيه بن صالح، جهة بني ملال خنيفرة في المملكة المغربية. ينتمي الدوّار لمشيخة أولاد سليمان التي تضم 3 دواوير. يقدر عدد سكانه بـ 1146 نسمة حسب الإحصاء الرسمي للسكان والسكنى لسنة 2004.

## روابط خارجية
- البوابة الوطنية للجماعات الترابية
- المندوبية السامية للتخطيط